# Amblyopone cephalotes
Amblyopone cephalotes é uma espécie de formiga do gênero Amblyopone.